# Отрадненское сельское поселение (Брянская область)
Отра́дненское сельское поселение — муниципальное образование в центральной части Брянского района Брянской области. Центр — село Отрадное.
Образовано в результате проведения муниципальной реформы в 2005 году, путём преобразования дореформенного Отрадненского сельсовета.

## Население
| 2010  | 2011  | 2012  | 2013  | 2014  | 2015  | 2016  | 2017  | 2018  |
| ----- | ----- | ----- | ----- | ----- | ----- | ----- | ----- | ----- |
| 2535  | ↗2539 | ↘2477 | ↗2607 | ↗2656 | ↗2657 | ↗2713 | ↗2727 | ↗2758 |
| 2019  | 2020  | 2021  |       |       |       |       |       |       |
| ↗2779 | ↗2874 | ↗3146 |       |       |       |       |       |       |

## Населённые пункты
| № | Населённый пункт | Тип     | Население |
| - | ---------------- | ------- | --------- |
| 1 | Отрадное         | село    | ↗1927     |
| 2 | Стаево           | деревня | ↗283      |
| 3 | Староселье       | деревня | ↗397      |